# 成瀬心美ぷるるんhoneyトラップ
『東京上野クリニック presents 成瀬心美 ぷるるんHoneyトラップ』（とうきょううえのクリニック プレゼンツ なるせここみ ぷるるんハニートラップ）は、TBSラジオで放送されたラジオ番組。

## 概要
前身となる『成瀬心美とかすみりさの、もうすぐオトナ時間』に替わる成瀬心美の冠番組として『簡易恋愛プログラム 宮川賢のデートの時間でそ?!』の中の箱番組としてスタートした。
ゲストを迎え、ゲストが経験した恋愛エピソードに関するトークを行う。ゲストがいない回もあり、その時は成瀬が気になる恋愛にまつわる話題をテーマに街頭インタビューを交えながらトークをすることがある。
なお、恋愛番組と謳っているが、成瀬が過去にセクシータレントであったこともあり、セックスなどにまつわるエピソードを取り上げることが多く、放送できない内容が含まれる場合は爆発音などの効果音が流れることがある。
『デートの時間でそ?!』が終了することを受けて、2020年1月からは『アフター6ジャンクション』金曜日の20時台に放送されることになった。『アフター6ジャンクション』金曜パートナーの山本匠晃は成瀬の事を「転校生」として紹介していた。
これに伴い、『アフター6ジャンクション』の金曜20時台をネットしている局でも聴取が可能となり、当番組の全国ネットが実現する形となる。
『アフター6ジャンクション』内での放送は2020年3月27日をもって終了し、2020年3月31日からは火曜日の単独番組として放送が開始された。成瀬のTBSラジオでの単独番組は『もうすぐオトナ時間』の終了以来7年ぶり。

## 放送時間
- 2018年4月7日 - 2019年3月30日: 土曜 20:40 - 20:50頃（『簡易恋愛プログラム 宮川賢のデートの時間でそ?!』内で放送。）
  - 『デートの時間でそ?!』の20時台が休止になった場合は別枠で単独番組として振替放送される事があり、2018年9月8日放送分は9月7日21:49 - 22:00、2018年12月8日放送分は12月7日21:49 - 22:00、2018年12月29日放送分は同日17:49 - 18:00に放送された。
  - 2018年6月23日は、サッカーワールドカップ中継（6月19日）によって時間変更された『日本リアライズ presents ドランクドラゴン鈴木拓宅』を20:30 - 21:00に放送するため『デートの時間でそ?!』が20:30までの放送となり、当番組も約30分繰り上げて放送された。
- 2019年4月6日 - 2019年12月28日: 土曜 20:10 - 20:20頃（『簡易恋愛プログラム 宮川賢のデートの時間でそ?!』内で放送。）
  - 2019年10月12日は令和元年東日本台風（台風19号）が関東地方に接近していたため、TBSラジオでは『デートの時間でそ?!』が休止となり、当日放送予定だったものは翌週2019年10月19日に放送された。
- 2020年1月3日 - 2020年3月27日: 金曜 20:40 - 20:50頃（『アフター6ジャンクション』内で放送。）
- 2020年3月31日 -  2023年3月21日: 火曜 21:00 - 21:30
  - 2021年7月27日は2020年東京オリンピックソフトボール決勝戦中継のため休止となった。
- 2021年9月16日 : 木曜 23:25 - 23:55
  - 先述の放送休止回を受けての代替放送。この日は番組史上初となる生放送を行った。ゲストはなく、投稿コーナーのみを生放送で実施した。この模様は番組TwitterでBGMがカットされた上で映像付きで同時配信された。なお、同時間帯に放送されている『アシタノカレッジ』はこの日に限りTBSラジオのみ23:25で終了し、ネット局への裏送りで放送された。

## ネット局
- 2020年1月3日 - 2020年3月27日

アフター6ジャンクション#ネット局・放送時間を参照。
上記期間以外は全てTBSラジオでの単独放送。

## コーナー
ゲストコーナーは毎回放送。それ以外のコーナーは週替わり（投稿コーナーはランダム）で放送。
ゲストコーナー
内包番組時代のメインコーナー。毎回ゲストが登場し、ゲストの恋愛エピソードを成瀬が聞きだす。2020年3月31日放送分からは番組後半のコーナーとして放送。
月が綺麗じゃないですね。
2020年3月31日スタート。夏目漱石が『I love you.』を「月が綺麗ですね。」と翻訳したのをヒントに有名人から告白された際に相手を傷つけずに断るフレーズを投稿するコーナー。
卍なオトコ、ぴえんなオンナ
2020年4月7日スタート。恋愛をする上で気をつけるべき男女について投稿するコーナー。
情報バイブ ニュースERO
2020年4月14日スタート。男女関係にまつわるB級ニュースを成瀬が紹介する。コーナーのジングルは日本テレビの『NEWS ZERO』の初代オープニングテーマを「ゼロー」の部分を無理矢理「エロー」と歌っているものが使用されている。
開運！替え歌恋愛占い
2020年6月23日スタート。様々なジャンルの楽曲を替え歌と、それを歌うことによってどのような開運効果があるのか投稿するコーナー。替え歌は成瀬ではなく番組スタッフが歌ったものが放送される。
拝啓 小田和正さま
2020年6月30日スタート。明治安田生命のコマーシャルソングである小田和正の『愛になる』をBGMに恋愛に関する様々な想いを投稿するコーナー。
恋愛ダメ人生ゲーム
2021年4月13日スタート。人生ゲームのマス目にあてはまる形式でダメ恋愛エピソードを投稿するコーナー。
素晴らしきタイトル遺産
2021年4月20日スタート。パロディもののアダルトビデオのタイトルと内容を投稿するコーナー。投稿内容は実在する作品でも自分で内容を考えたものでも問わず受け付けている。